# 萨维尼扬
萨维尼扬，是西班牙阿拉贡自治区萨拉戈萨省的一个市镇。 总面积16平方公里，总人口921人（2001年），人口密度58人/平方公里。